# Karl von Waldow und Reitzenstein (Politiker, 1818)
Karl Ernst Sigismund von Waldow und Reitzenstein, auch Carl von Waldow und Reitzenstein (* 22. Oktober 1818 in Dömitz; † 22. Januar 1888 in Berlin) war ein deutscher Jurist, Rittergutsbesitzer und Reichstagsabgeordneter.

## Leben
Karl von Waldow und Reitzenstein war der Sohn von Eduard von Waldow und Reitzenstein, MdR, MdHH. Er begann an der Rheinischen Friedrich-Wilhelms-Universität zu studieren und wurde 1840 im Corps Borussia Bonn recipiert. Als Inaktiver wechselte er an die Königliche Universität Greifswald, die Friedrich-Wilhelms-Universität zu Berlin und die Königliche Staats- und landwirtschaftliche Akademie Eldena. Nach Ablegung des zweiten juristischen Examens trat er vom Kammergericht Berlin zur Regierung in Potsdam über, arbeitete eineinhalb Jahre an derselben und übernahm 1846 die Bewirtschaftung seines Gutes Königswalde. 1863 bis 1873 war er Mitglied des Preußischen Hauses der Abgeordneten für den Kreis Sternberg (Brandenburg), seit 4. Dezember 1873 Mitglied des Herrenhauses für den alten und befestigten Grundbesitz der Kreise Ost- und West-Sternberg und Landsberg (Warthe). Außerdem war er Kammerherr des Kaisers. Von 1871 bis zu seinem Tode war er Mitglied des Deutschen Reichstags für die Konservative Partei für den Wahlkreis Frankfurt 5 (Sternberg).
1846 hatte er in Potsdam Elisabeth Auguste Ferdinande von Jacobs (1818–1888) geheiratet. Ihr Sohn war Karl von Waldow und Reitzenstein, Gutserbe, Förster, Politiker und Kommendator des Johanniterordens. Ihre Tochter Elisabeth (1855–1934) heiratete den späteren Generalmajor und pommerschen Gutsherrn auf Rütznow, Oskar von der Marwitz, Sohn u. a. Walter von der Marwitz.